# Neprilizină

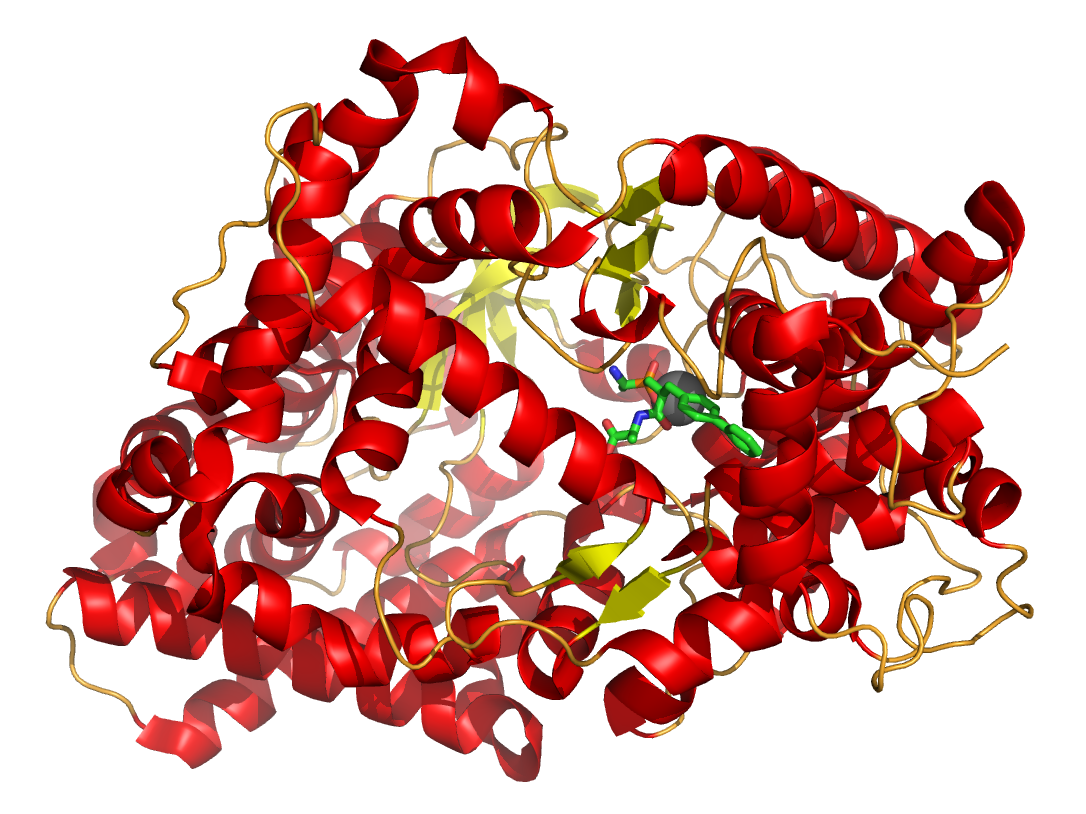
Structura tridimensională

Neprilizina este o enzimă codificată la om de gena MME. Este o metaloprotează dependentă de zinc care clivează legăturile peptidice de la nivelul aminoacizilor hidrofobi și are rolul de a inactiva anumiți hormoni peptidici, precum: glucagon, enkefaline, substanța P, neurotensină, oxitocină și bradikinină.